# أسوكتي
أسوكتي هو دُوَّار مغربي يقع بجماعة أمسكروض، عمالة أكادير إدا وتنان، جهة سوس ماسة وسط المملكة المغربية. ينتمي الدوّار لمشيخة تورار التي تضم 8 دواوير. يبلغ عدد سكان دوار أسوكتي 27 نسمة وتقطن به 8 أسر حسب إحصاء 2004.

## روابط خارجية
- البوابة الوطنية للجماعات الترابية
- المندوبية السامية للتخطيط